# Will Meisel

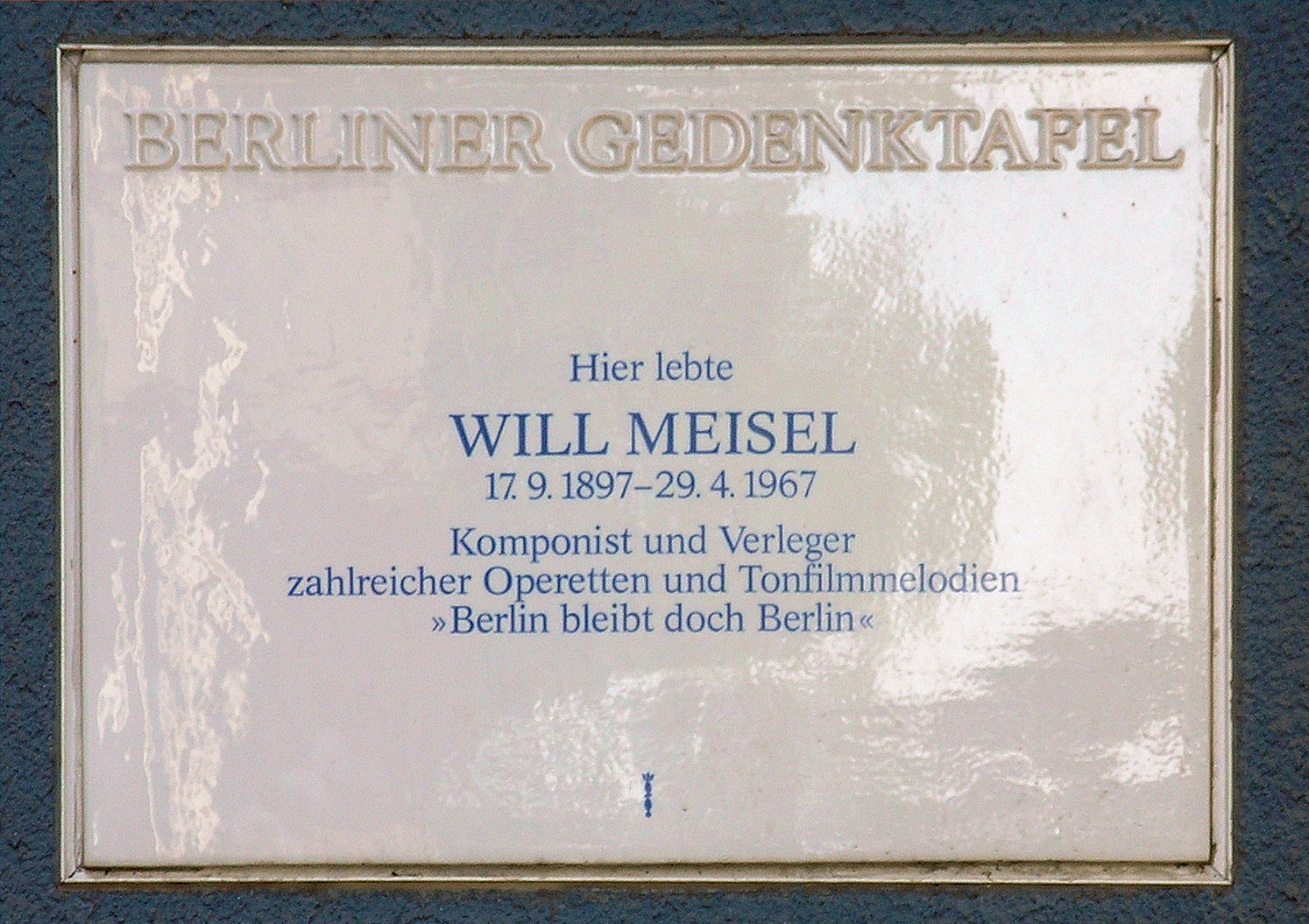
Berliner Gedenktafeln für Meisel in der Jonasstr. 22, Neukölln

Will Meisel, eigentlich August Wilhelm Meisel (* 17. September 1897 in Rixdorf bei Berlin; † 29. April 1967 in Müllheim (Baden)) war ein deutscher Tänzer, Komponist und Verlagsgründer.

## Leben
Meisels Eltern waren der Ballettmeister Emil Meisel und seine Frau Olga Meisel (geborene Loepke). Die Familie wohnte in Rixdorf bei Berlin, Steinmetzstraße 20 (heute Kienitzer Straße). Meisel kürzte die Vornamen August Wilhelm später auf Will.
Er besuchte die Albrecht-Dürer-Oberrealschule in Berlin-Neukölln.
Vom 5. Lebensjahr an lernte er Musik und Tanz und war ab dem 10. Lebensjahr als Tänzer Mitglied der damaligen Königlichen Hofoper in Berlin, Unter den Linden. Von März 1915 bis November 1918 war Will Meisel Soldat im Ersten Weltkrieg, wurde 1917 bei Ypern verwundet und musste im Lazarett eine Gasvergiftung auskurieren. Nach dem Krieg war er von 1918 bis 1923 wieder Tänzer an der Staatsoper Berlin.
Am 15. Mai 1926 gründete er die Edition Meisel & Co. GmbH und wurde somit Verleger. Sein erster Verlagstitel war „Ilona“ mit dem Text seiner damaligen Frau Ilona von Fövenyessy von Hewi. Diese Ehe zerbrach und wurde 1932 geschieden. Im März 1935 heiratete Will Meisel die Kammersängerin Eliza Illiard, mit der er zwei Söhne, Peter (* 22. Juni 1935; † 5. Oktober 2010) und Thomas (* 18. Januar 1940; † 26. Mai 2014), hatte.

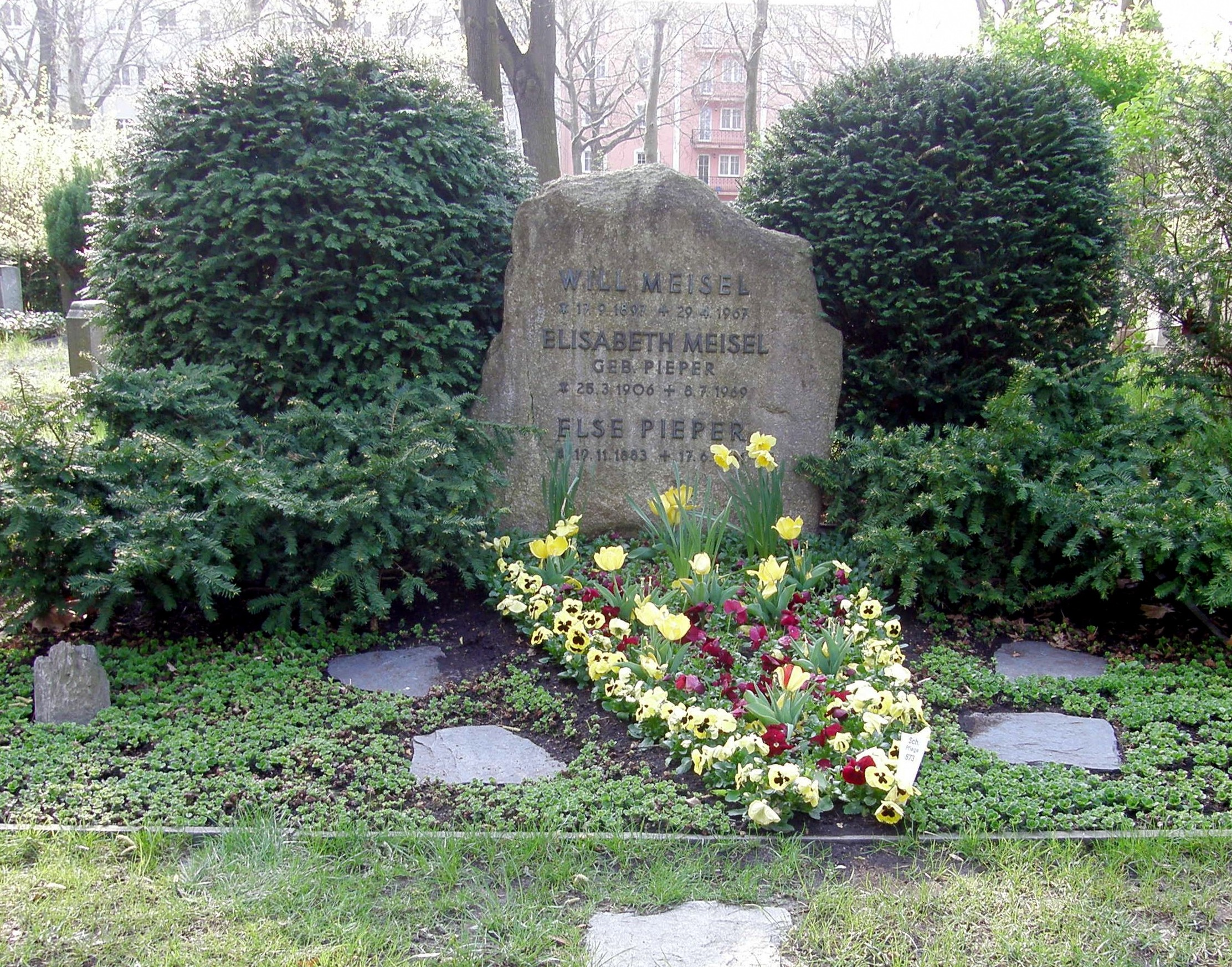
Meisels Grab auf dem Friedhof Wilmersdorf

Nach der Machtergreifung der Nationalsozialisten trat er zum 1. Mai 1933 der NSDAP bei (Mitgliedsnummer 2.849.490). In der Folge betätigte er sich als Komponist von Filmmusik und Operetten, aber auch von NS-Propagandastücken wie dem Marsch für eine Gesangsstimme und Klavier oder Salonorchester Deutschland den Deutschen (1934). 1937 „übernahm“ er in Groß Glienicke das voll möblierte Sommerhaus des aus Deutschland vertriebenen jüdischen Arztes Alfred Alexander. Am 23. November 1938, wenige Tage nach den Novemberpogromen, bekundete er in einem Schreiben an Hans Hinkel sein Interesse an der Übernahme eines „arisierten“ Verlages, möglichst der Edition Peters. Während des Zweiten Weltkriegs wurde Meisel als Verleger und Komponist „unabkömmlich“ (uk) gestellt.
Im Herbst 1944 übersiedelte die Familie nach Österreich in ihr Ferienhaus und kehrte erst im Spätsommer 1946 nach Berlin zurück. Nach der Rückkehr wurde Meisel auch als Filmproduzent tätig. An seinem Wohnort in der Jonasstraße 22 in Berlin-Neukölln betrieb er eine Tanzschule. Er schrieb die Musik zu 44 Tonfilmen, 8 Operetten sowie unzählige Evergreens und Lieder (Berlin bleibt doch Berlin, Wir wollen Freunde sein fürs ganze Leben, Fräulein Pardon, Weekend und andere). Meisels Operetten Königin einer Nacht und Die Frau im Spiegel wurden verfilmt.
Will Meisel und Eliza Illiard wurden auf dem Friedhof Wilmersdorf beigesetzt.

## Ehrungen
- Paul-Lincke-Ring
- Bundesverdienstkreuz am Bande (9. November 1962)[4]
- Will-Meisel-Weg in Berlin-Rudow

## Filmografie
Als Komponist
- 1930: Königin einer Nacht
- 1930: Liebe im Ring
- 1930: Eine Freundin so goldig wie Du
- 1930: Der Andere
- 1930: Im Kampf mit der Unterwelt
- 1931: Tänzerinnen für Süd-Amerika gesucht
- 1931: Der Bergführer von Zakopane
- 1931: Ein ausgekochter Junge
- 1931: Der Storch streikt. Siegfried der Matrose
- 1931: Um eine Nasenlänge
- 1931: Schachmatt
- 1931: Wenn die Soldaten...
- 1931: Der unbekannte Gast
- 1932: Die Vier vom Bob 13
- 1933: Das Tankmädel
- 1933: Es war einmal ein Musikus
- 1933: Schleppzug M 17
- 1934: Die große Chance
- 1934: Zigeunerblut
- 1934: Annette im Paradies
- 1934: Schön ist jeder Tag den Du mir schenkst, Marie Luise
- 1934: Ich sing’ mich in dein Herz hinein
- 1934: Ein Walzer für dich
- 1934: Der Springer von Pontresina
- 1934: Jede Frau hat ein Geheimnis
- 1934: La Paloma. Ein Lied der Kameradschaft
- 1934: Was bin ich ohne Dich
- 1935: Der Schlafwagenkontrolleur
- 1935: Alle Tage ist kein Sonntag
- 1935: Krach im Hinterhaus
- 1936: Familienparade
- 1936: Engel mit kleinen Fehlern
- 1936: Der müde Theodor
- 1936: Krach im Hinterhaus
- 1936: Hummel – Hummel
- 1936: Alles für Veronika (Fräulein Veronika)
- 1936: Der verkannte Lebemann
- 1937: Karussell
- 1938: Kleines Bezirksgericht
- 1939: Ehe in Dosen
- 1940: Polterabend
- 1940: Weltrekord im Seitensprung
- 1941: Ehe man Ehemann wird
- 1951: Königin einer Nacht
- 1953: Auf der grünen Wiese
- 1955: Die Wirtin an der Lahn
- 1969: Königin einer Nacht